# ديان سوانسون
ديان سوانسون Diane Swanson، هي مؤلفة كتب علمية للأطفال ولدت في 5 أبريل 1944، ونشأت في ليثبريدج.
تخرجت من جامعة ألبرتا مع مرتبة الشرف ليسانس الآداب في العلوم الاجتماعية. درست في جزر الهند الغربية لمدة عامين. وقالت إنها بحثت الموارد المائية للحكومة الكندية بينما كانت تعيش في أوتاوا.
وقد نشرت سوانسون كتابها الأول عندما كانت في الثامنة عشرة. وقد كتبت حتى الآن أكثر من 70 كتابا و 450 مقالا للمجلات.
وتعيش سوانسون الآن في ولاية فيكتوريا، كولومبيا البريطانية. وهواياتها المشي لمسافات طويلة، البيانو اللعب، والقراءة. وهي متزوجة ولديها طفلان.

## الاستقبال
وصف تورونتو جلوب اند ميل سوانسون في حادث تحطم من وحيد القرن، لأي طرف من أطراف جايز عن توفير «وجهة نظر التعليمية بمرح من خلالها إلى العالم الطبيعي وسكانه». ودعا سلة الكتب أنه «العلم جزء وجزء الإنجليزية درس»، معتبرا أنها «كبيرة للاستهلاك الفردي أو الفصول الدراسية».
دعا جلوب اند ميل العجب في المياه على «وضعت بشكل جيد التدريجي وكتاب مصور جذابة».
Nzong شيونغ، يكتب لفريسنو النحل، وصف طبيب الأسنان وأنت ك «سهلة القراءة إلى» كتاب مصممة للمساعدة في جعل مرة طبيب الأسنان للأطفال من سن 4 إلى 7 «أسهل وأقل خوفا.» روابط المصادر وجدت أن تكون مفيدة ل «الآباء الراغبين في إعداد أبنائهم في أول زيارة لطبيب الأسنان» أو المعلمين، ولكن وجدت كتاب «قليلا طويلا ومفصلا» للجمهور المستهدف. مدرسة مكتبة جورنال، ومع ذلك، فإنه الموسومة بأنها «ممتازة فيما يتعلق عناوين أخرى حول نفس الموضوع».
كان يسمى الجاموس الشروق «مقال مصور كامل الجسم» و «كتاب نموذجي» أن «باقتدار» يروي التاريخ من بافالو الأمريكية من سان فرانسيسكو كرونيكل. يسمى سلة الكتب أنه «مرجعا مفيدا لطلاب الصف الأوسط».
مراجعة التماسيح والتماسيح والضفادع والضفادع وطيور البطريق من مرحبا بكم في عالم من الحيوانات سلسلة لمجلة المكتبة المدرسية، وانتقد و Arwen مارشال للمكتبة العامة مينيابوليس نطاق ضيق من الكتب، قائلا «قد تكون هذه لمحات عامة للخدمة مفيدة للجيزة تقارير، لكنها لا تغطي أي الأرض الجديدة.» وجدت وصلات الموارد سلسلة لتوفير«معلومات كافية لتلبية [الطلاب] الفضول في حين تلبية احتياجات أبحاثهم أيضا»، التوصية الكتب«لأي مكتبة المدرسة الابتدائية».